# Stauferstele

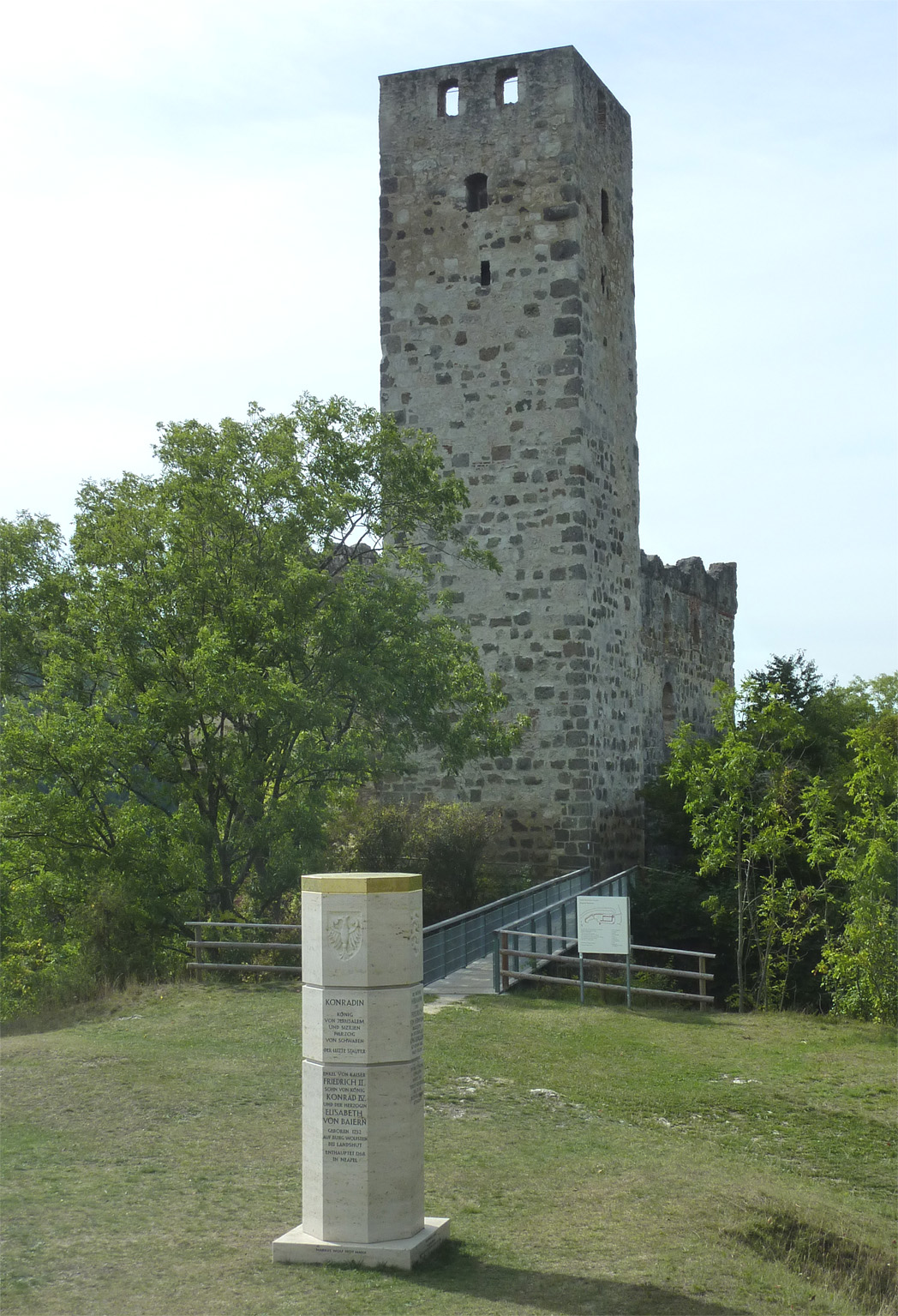
Stauferstele davanti al castello di Niederhaus, inaugurata nel 2012

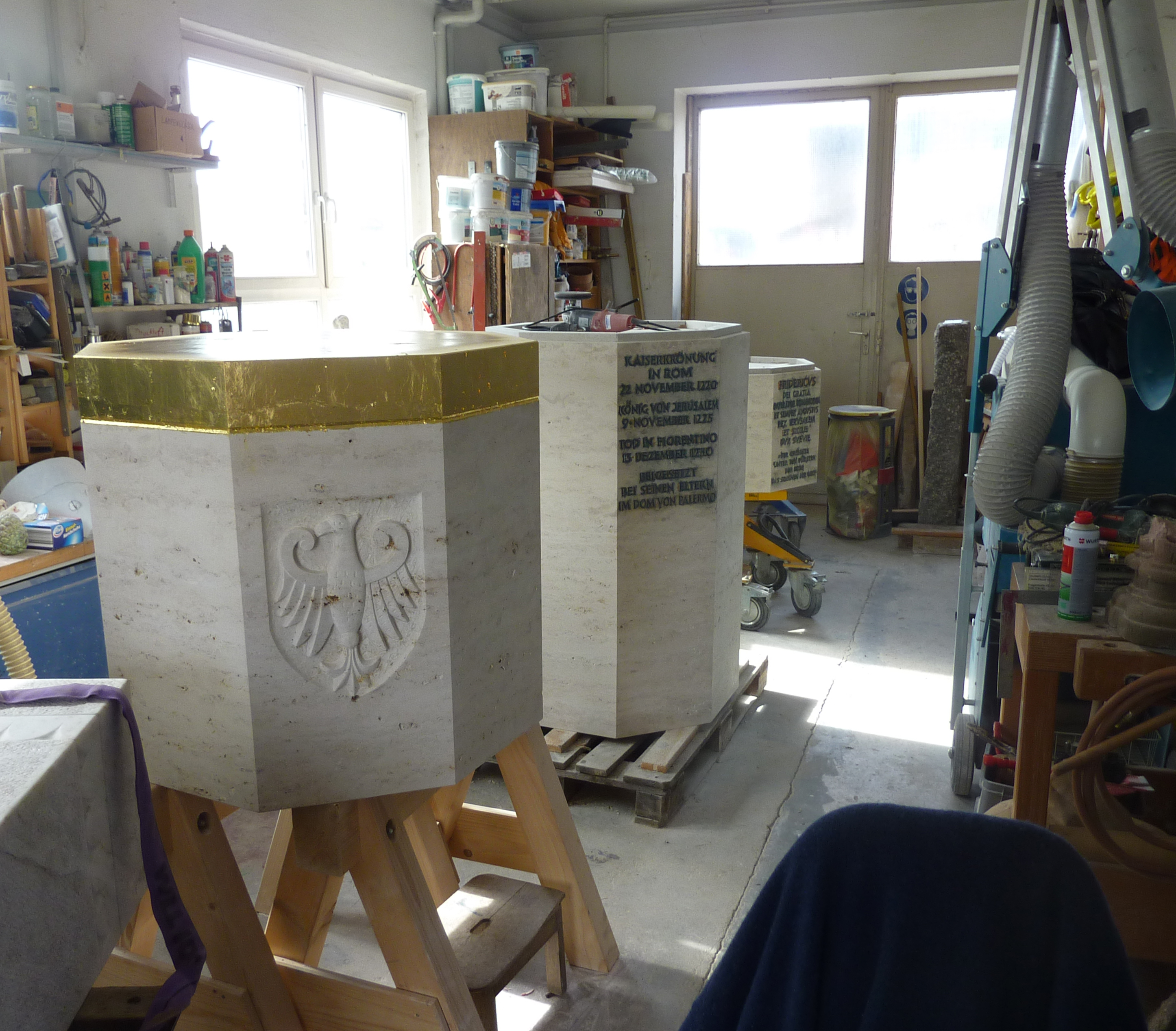
Singoli pezzi di una Stauferstele nella bottega dello scultore di Markus Wolf

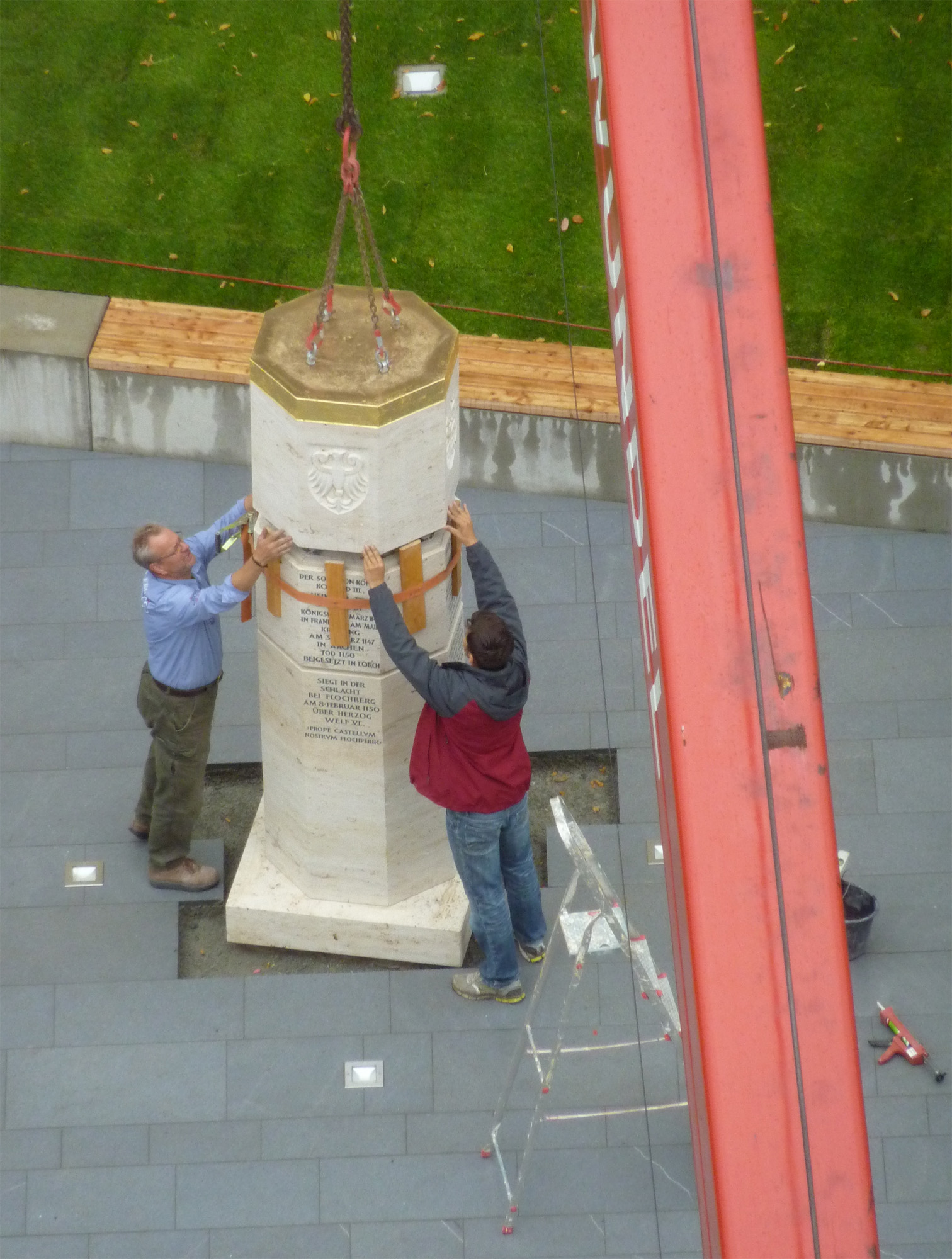
Markus Wolf (a sinistra) allestisce la Stauferstele a Bopfingen (2014)

Le Stauferstele sono monumenti in pietra ottagonali che commemorano gli Staufer, che furono re e imperatori romano-germanici nell'Alto Medioevo. Il creatore di questi monumenti è Markus Wolf di Stoccarda-Plieningen.
La prima Stauferstele è stata inaugurata il 13 dicembre 2000, nel 750º anniversario della morte dell'ultimo imperatore Hohenstaufen Federico II, nelle rovine di Castel Fiorentino in Italia. Oggi sono presenti stele in Germania, Francia, Austria, Repubblica Ceca e Paesi Bassi. Tra il 2002 e il 2018 le iscrizioni sulle stele sono state disegnate dal Komitee der Stauferfreunde, il quale ha cessato la sua attività nel 2018.

## Forma ottagonale
Le Stauferstele riprendono la pianta ottagonale, utilizzata anche, per esempio, nel Castel del Monte costruito da Federico II. Sono composti da quattro parti. Sono alti 2,5 metri dal bordo superiore della base e hanno una lunghezza laterale di 33 centimetri e una larghezza (distanza tra due superfici opposte) di 80 centimetri. L'estremità superiore è formata da una banda dorata che simboleggia la corona imperiale ottagonale. Le iscrizioni sono sempre distribuite su quattro delle otto superfici laterali. Uno stemma è scolpito sopra ciascuna delle quattro iscrizioni. L'unica eccezione è la stele di Klosterneuburg, dove sono presenti due stemmi su un lato.

La stele di Hohenstaufen è larga 88 centimetri e alta 2,75 metri. È quindi il 10 % più grande di tutte le altre stele, il che vuole sottolineare il fatto che questa montagna fu il luogo d'origine della dinastia Staufer.

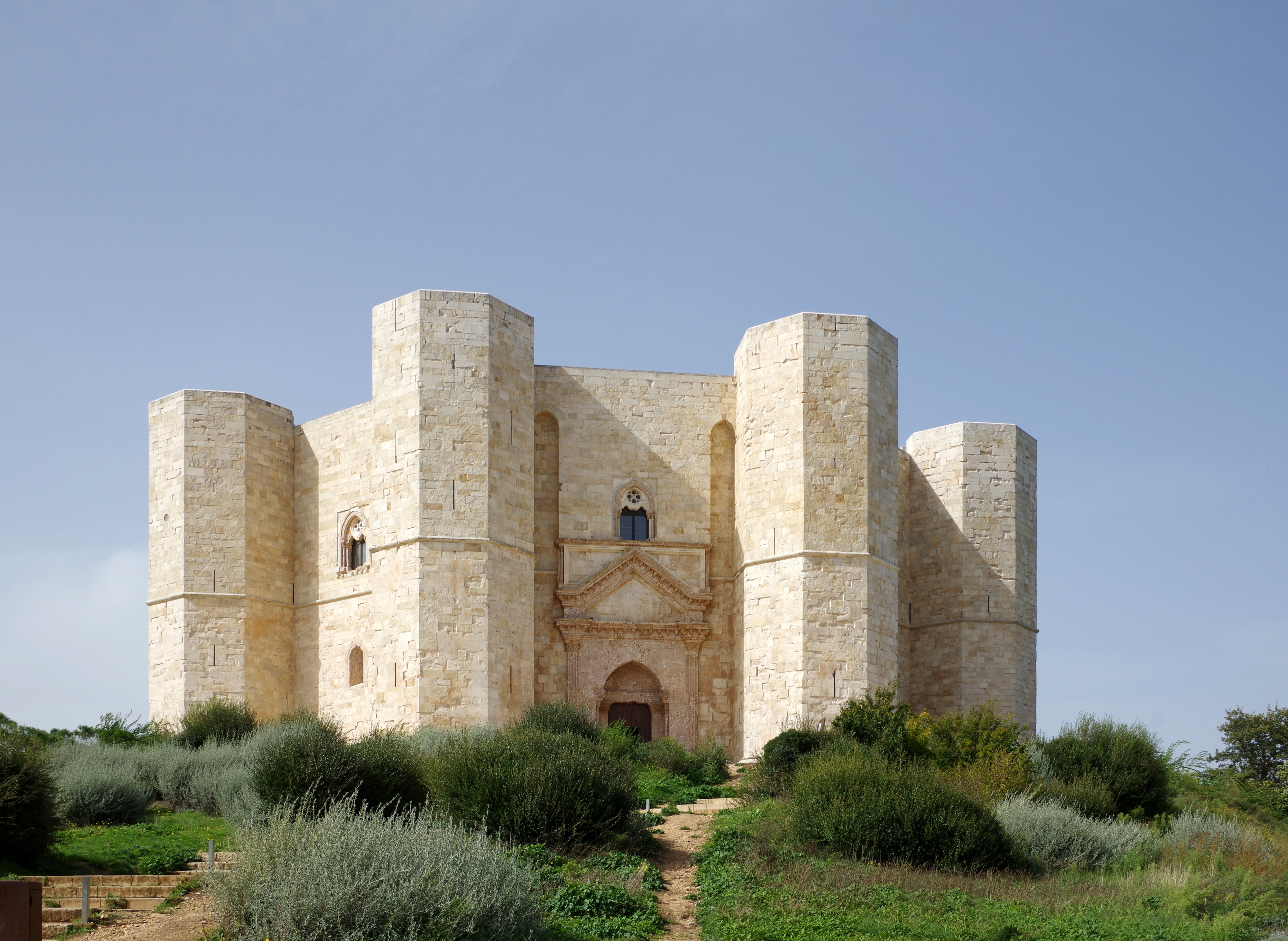
Castel del Monte
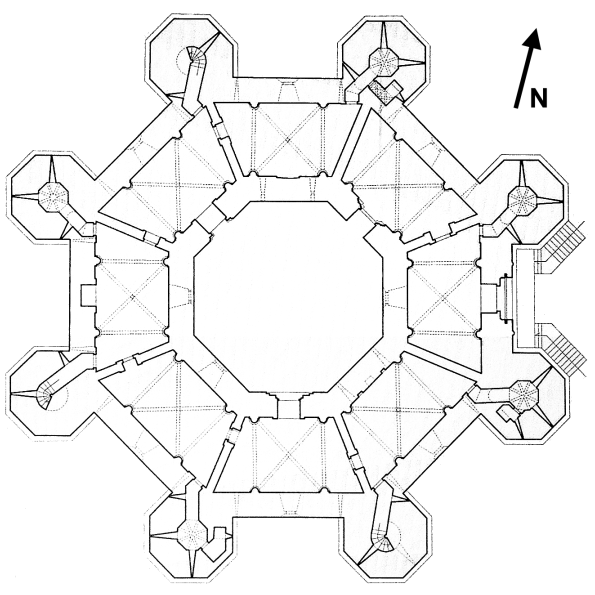
Pianta ottagonale di Castel del Monte
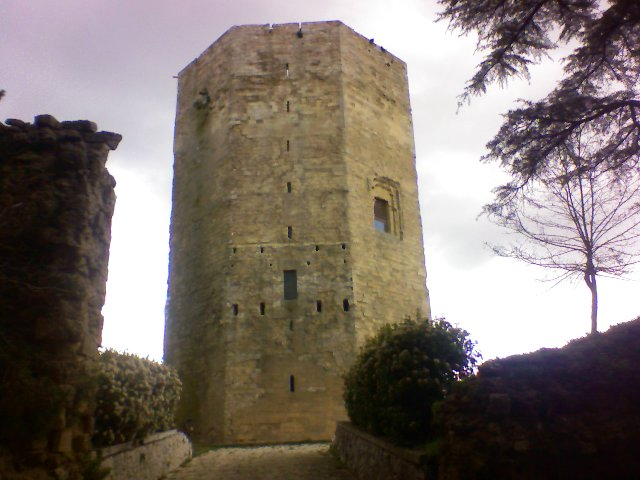
Torre ottagonale di Federico II a Enna in Sicilia

## Materiale
La maggior parte delle stele sono realizzate travertino del Giura a bande bianco crema (un tipo speciale di marmo del Giura) proveniente da Pappenheim nell'Altmühltal. La stele sul monte Hohenstaufen è invece in marmo pugliese di Trani, mentre le due stele di Haguenau e di Trifels sono in arenaria rossa dei Vosgi.
Una stele pesa 4,5 tonnellate compresa la piastra di base. Tutte le steli sono massicce, dandogli un effetto imponente.
La stele di Castel Fiorentino è anche antisismica: all'interno della stele è presente un sistema di ancoraggio che, in caso di forze orizzontali, come un terremoto, fa spostare e non distruggere i tamburi. Nel caso della Stauferstele di Siracusa, la resistenza ai terremoti è stata raggiunta per mezzo di quattro barre filettate di ferro che sono state saldamente incollate nelle fondamenta di cemento, nella piastra di base quadrata e nei tre tamburi ottagonali con malta.
Nella stele di Schwäbisch Gmünd, la piastra di base e i tre tamburi ottagonali sono ancorati insieme. Ciò significa che questa stele può essere spostata in un unico pezzo se ciò è necessario nel contesto di un grande evento sul Johannisplatz.

## Esempio dell'abbazia di Lorch
Il monastero benedettino di Lorch fu fondato intorno al 1102 dal duca Staufer Federico I come luogo di sepoltura della famiglia, anche se nessuno dei successivi re e imperatori Staufer vi fu sepolto. La stele in travertino del Giura all'ingresso dell'abbazia di Lorch è stata inaugurata nell'agosto 2008 in occasione dell'800º anniversario della morte di Irene di Bisanzio. Irene era figlia dell'imperatore di Costantinopoli Isacco II Angelo e moglie del re Staufer Filippo di Svevia. Dopo l'omicidio del marito da parte di Ottone VIII di Baviera, fuggì da Bamberga al castello avito di Hohenstaufen, dove morì poco tempo dopo e fu sepolta nel monastero di Lorch. È la donna Staufer più importante nel luogo di sepoltura di Lorch. La stele è stata donata da Irene e Herbert Marek.

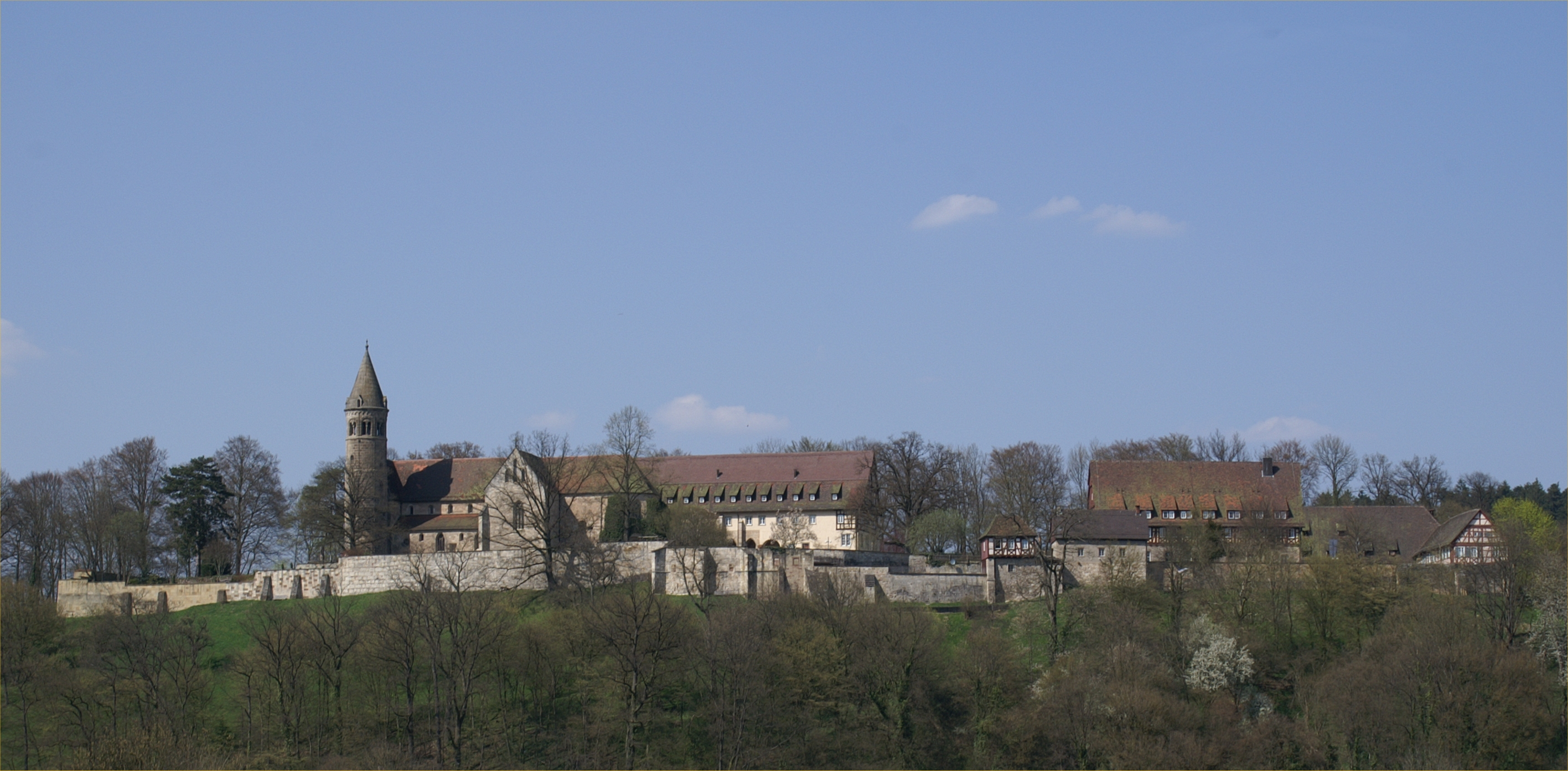
Monastero di Lorch
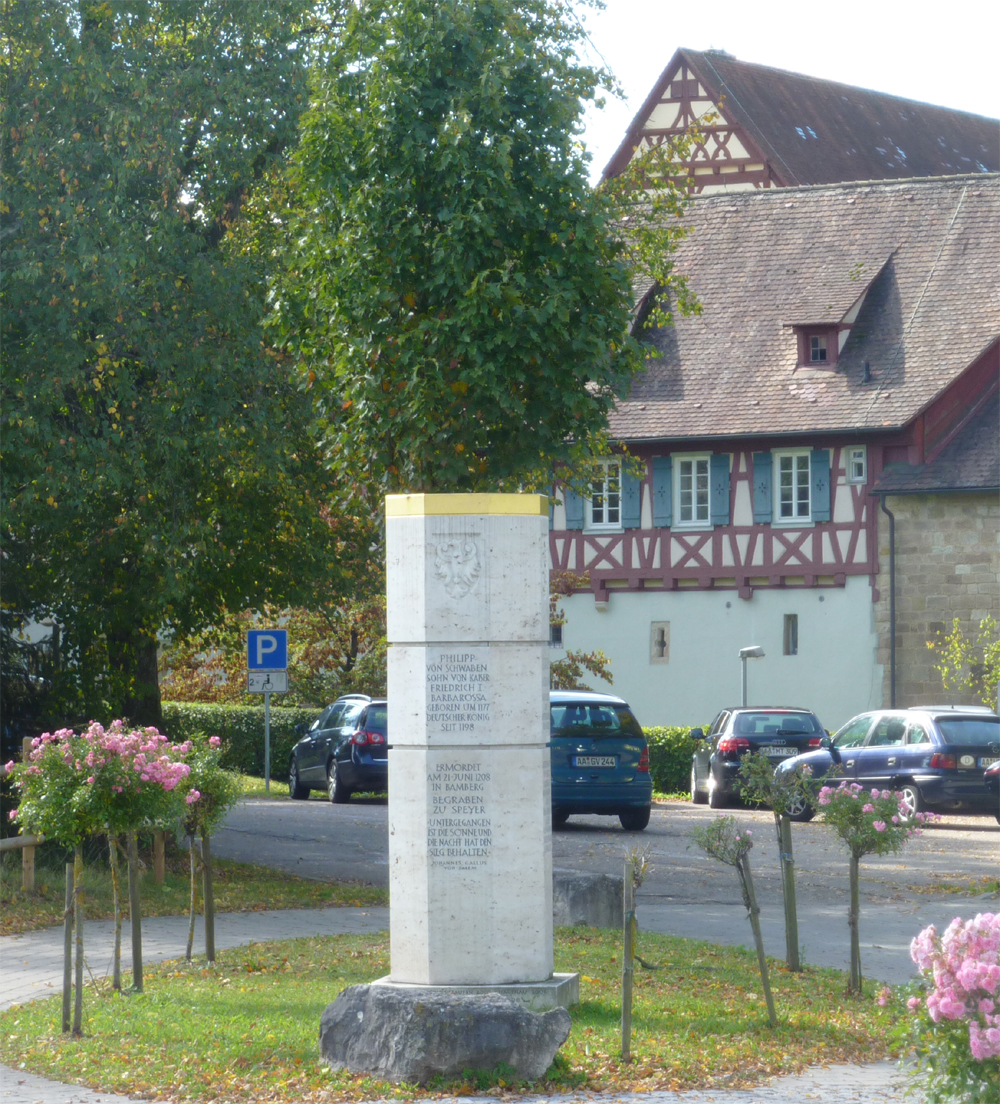
Stauferstele all'ingresso del monastero
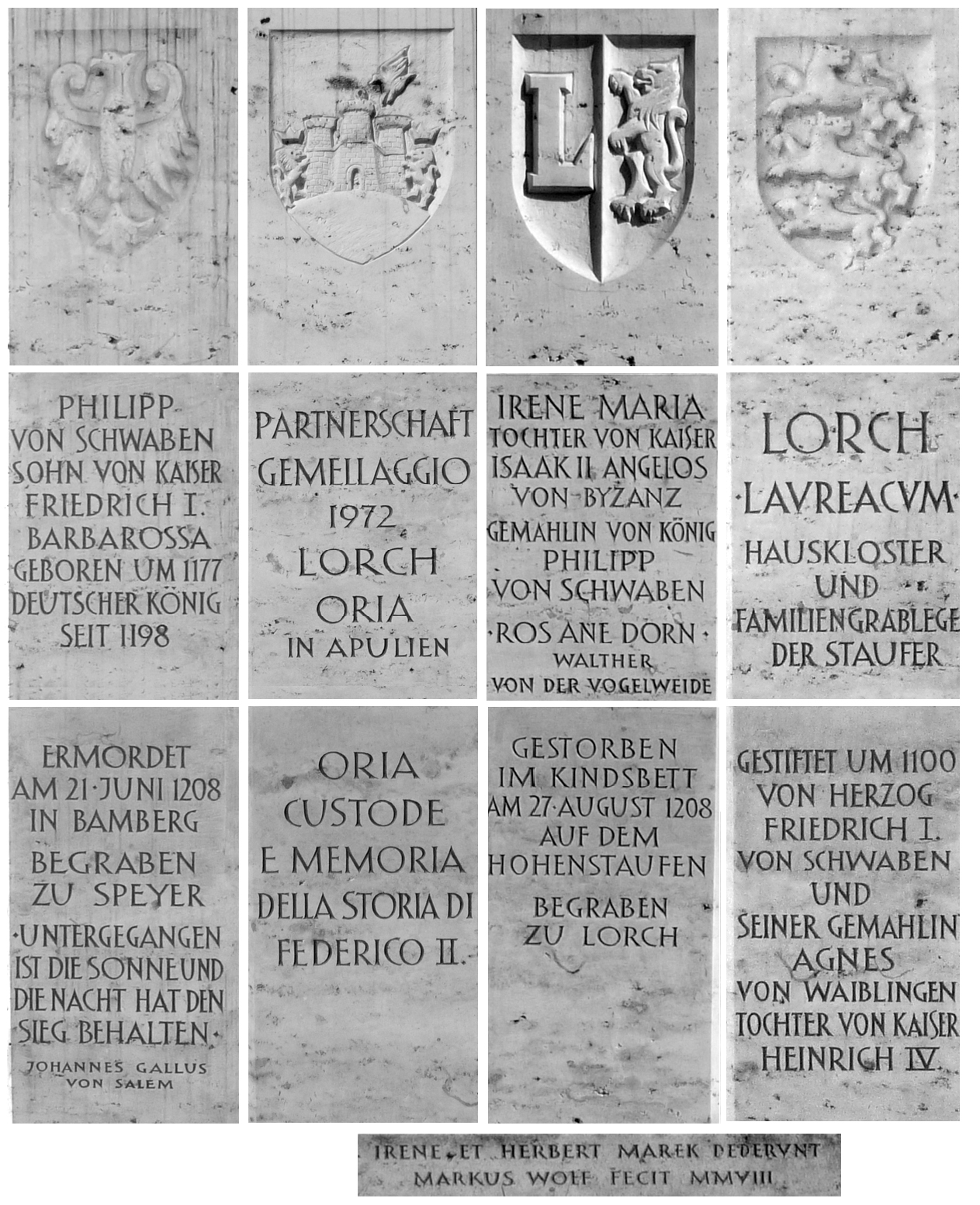
Incisioni della stele (lato nord, lato est, lato sud con base, lato ovest)
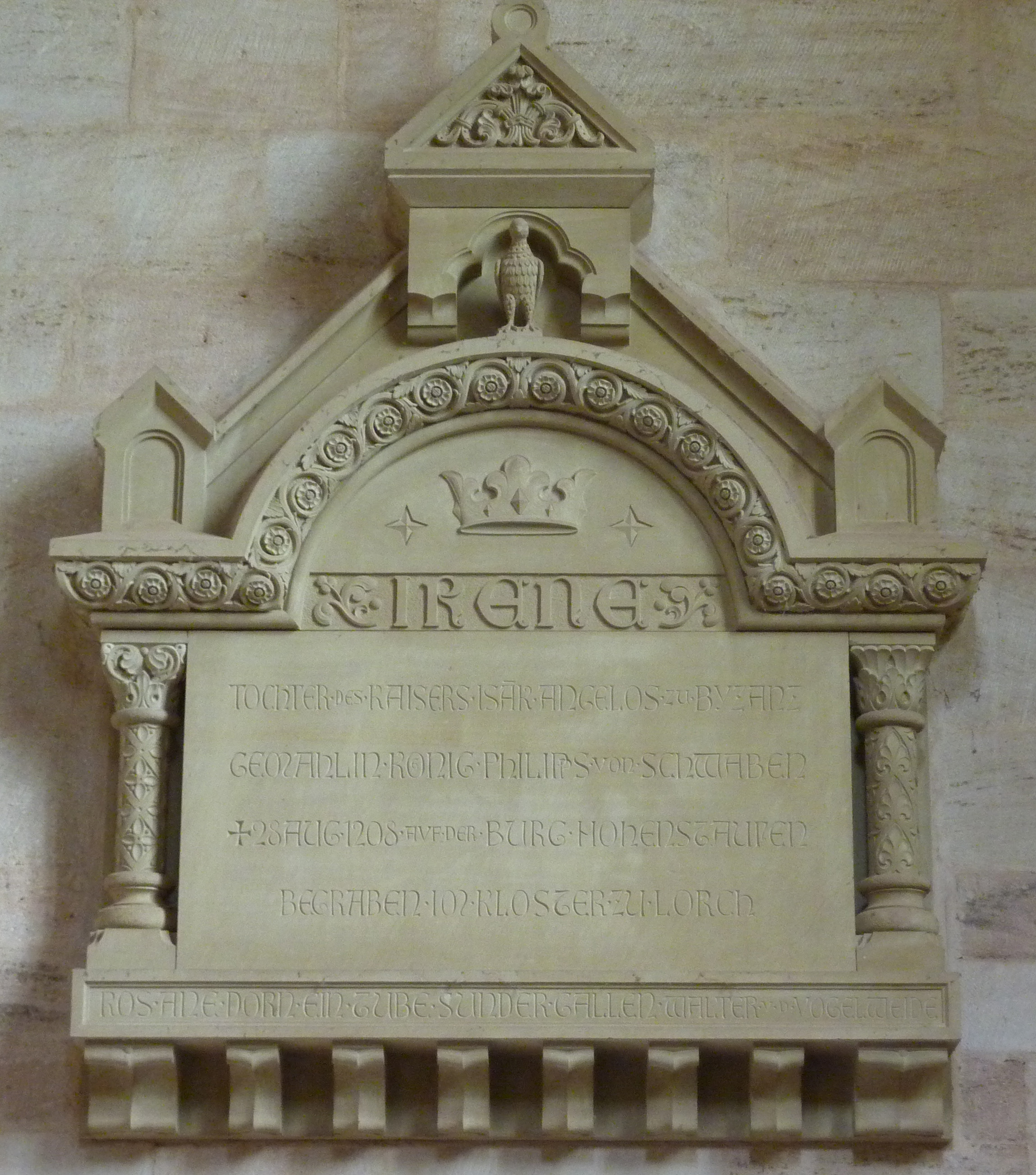
Targa commemorativa per Irene di Bisanzio nel transetto sud della chiesa del monastero (1898)

## Sedi in Italia, Francia, Germania, Austria, Repubblica Ceca e Paesi Bassi
Mappa con i siti
| Numero | Anno | Luogo                                          | Posizione | Occasione storica più importante Data della dedica - Donatore | Immagine |
| 1      | 2000 | Castel Fiorentino Puglia (IT)                  |           | L'imperatore Federico II morì qui nel 1250 13 dicembre 2000 - Amicus Friderici II. (Johann Heinrich von Stein) |          |
| 2      | 2002 | Castello di Hohenstaufen Baden-Württemberg (D) |           | Il primo duca Staufer Federico I fondò l'omonimo castello ancestrale degli Staufer in questo sito intorno al 1070 1 giugno 2002 - Manfred Hartmann, Gerhard Raff, Johann Heinrich von Stein, Erwin Sulzberger                        |          |
| 3      | 2006 | Haguenau Alsazia (F)                           |           | Il palazzo preferito dell'imperatore Federico II 21 ottobre 2006 - Renate e Adolf Heldele |          |
| 4      | 2007 | Waiblingen Baden-Württemberg (D)               |           | Origine del termine ghibellini per i seguaci degli Staufer 30 giugno 2007 - Eva Mayr-Stihl e Robert Mayr |          |
| 5      | 2008 | Abbazia di Lorch Baden-Württemberg (D)         |           | Il primo duca Staufer Federico I donò il monastero come luogo di sepoltura della famiglia nel 1102 30 agosto 2008 - Irene e Herbert Marek                                                                                            |          |
| 6      | 2008 | Rocca di Trifels Renania-Palatinato (D)        |           | Palazzo reale dove gli Hohenstaufen tennero le regalie imperiali e imprigionarono Riccardo Cuor di Leone nel 1193 4 ottobre 2008 - Ulrich Gassmann e Reinhardt Grossmann                                                             |          |
| 7      | 2008 | Abbazia di Adelberg Baden-Württemberg (D)      |           | L'imperatore Federico I Barbarossa assistette alla dedicazione dell'altare con i suoi figli nel 1188 17 ottobre 2008 - Ursula e Albrecht Egerer                                                                                      |          |
| 8      | 2009 | Klosterneuburg Bassa Austria (A)               |           | Agnese di Waiblingen, moglie del primo duca di Staufer Federico I, sposò qui nel 1106 in seconde nozze Leopoldo III 17 aprile 2009 - Kreissparkasse Göppingen                                                                        |          |
| 9      | 2009 | Bari Puglia (IT)                               |           | L'imperatore Federico II estese qui il forte normanno di Bari a partire dal 1233 7 maggio 2009 - Peregrinus Klaus Degerlochensis |          |
| 10     | 2009 | Bad Wimpfen Baden-Württemberg (D)              |           | L'imperatore Federico I Barbarossa fondò qui il più grande palazzo reale a nord delle Alpi intorno al 1165 12 luglio 2009 - Irmgard Schmid-Maybach                                                                                   |          |
| 11     | 2009 | Weinsberg Baden-Württemberg (D)                |           | Il re Corrado III sconfisse qui Guelfo I di Toscana nel 1140 (leggenda di Weibertreu) 19 settembre 2009 - Hermann Windmüller |          |
| 12     | 2010 | Rothenburg ob der Tauber Baviera (D)           |           | Il re Corrado III fondò qui un castello imperiale dopo il 1142 19 settembre 2010 - Gunter Haug e Gerhard Raff |          |
| 13     | 2011 | Besigheim Baden-Württemberg (D)                |           | Nel 1153, il successivo imperatore Federico I Barbarossa confermò la donazione della tenuta di Besigheim dal monastero di Erstein a Ermanno III di Baden 7 maggio 2011 - Ulrich Hartmann                                             |          |
| 14     | 2012 | Schwäbisch Gmünd Baden-Württemberg (D)         |           | La più antica città Staufer fondata prima del 1162 31 marzo 2012 - Margarete Nuding |          |
| 15     | 2012 | Markgröningen Baden-Württemberg (D)            |           | Hartmann I di Grüningen cambiò perfidamente schieramento nella battaglia di Francoforte del 1246 e iniziò così la caduta degli Staufer 21 aprile 2012 - Heinz e Annemarie Griesinger                                                 |          |
| 16     | 2012 | Castello di Niederhaus Baviera (D)             |           | Castello di Federico di Hürnheim, che fu decapitato insieme a Corradino a Napoli nel 1268 6 maggio 2012 - "Wirtemberg dedit" (stele di auguri)                                                                                       |          |
| 17     | 2012 | Göppingen Baden-Württemberg (D)                |           | L'imperatore Federico I Barbarossa emise un documento per l'abbazia di Lorch "apud Geppingen" nel 1154 15 giugno 2012 - Famiglia Ulrich Weiss                                                                                        |          |
| 18     | 2012 | Ellwangen Baden-Württemberg (D)                |           | L'abate di Ellwang Cuno I negoziò l'incoronazione di Federico II con papa Onorio III a Roma nel 1220 9 settembre 2012 - Georg e Ursula Lochner                                                                                       |          |
| 19     | 2012 | Abbazia di Maulbronn Baden-Württemberg (D)     |           | L'imperatore Federico I Barbarossa mise il monastero sotto la sua protezione nel 1156 15 settembre 2012 - Irmgard Schmid-Maybach |          |
| 20     | 2012 | Justingen Baden-Württemberg (D)                |           | Anselmo di Justingen portò il futuro imperatore Federico II di Sicilia in Germania nel 1212 7 ottobre 2012 - Bernd Krißler e Ursula Krißler-Zink                                                                                     |          |
| 21     | 2013 | Cheb Repubblica Ceca                           |           | Il successivo imperatore Federico II emise un importante documento a Eger (oggi: Cheb) nel 1213 12 luglio 2013 - Annemarie Marliese Meissner                                                                                         |          |
| 22     | 2013 | Bad Boll Baden-Württemberg (D)                 |           | Berta di Boll, sorella del re Hohenstaufen Corrado III, fondò qui una prepositura. Tale relazione genealogica è però stata smentita 3 ottobre 2013 - Elisabeth Meyer-Fezer e Friedrich Meyer (†)                                     |          |
| 23     | 2013 | Dinkelsbühl Baviera (D)                        |           | L'imperatore Federico I Barbarossa fondò la città intorno al 1170/1180 12 ottobre 2013 - Ingeborg e Andreas Raab |          |
| 24     | 2014 | Heilbronn Baden-Württemberg (D)                |           | Il trattato di Nordhausen del re Enrico (VII) nel 1225 fu un passo intermedio sulla via della concessione dei diritti di città nel 1281 1 marzo 2014 - Barbara Weingart, Susanne Rettenmaier e Otto Maximilian Rettenmaier           |          |
| 25     | 2014 | Hohenneuffen Baden-Württemberg (D)             |           | Enrico I di Neuffen portò il futuro imperatore Federico II di Sicilia in Germania nel 1212 3 maggio 2014 - Mechthild e Roland Munk                                                                                                   |          |
| 26     | 2014 | Wäscherburg Baden-Württemberg (D)              |           | Staufische Dienstmannenburg, costruito intorno al 1230 in vista del castello ancestrale di Hohenstaufen 28 settembre 2014 - Hariolf Kottmann                                                                                         |          |
| 27     | 2014 | Bopfingen Baden-Württemberg (D)                |           | Battaglia di Flochberg nel 1150 con la vittoria dello Staufer Enrico (VI) su Guelfo I di Toscana. 11 ottobre 2014 - Werner Schülen                                                                                                   |          |
| 28     | 2014 | Baden-Baden Baden-Württemberg (D)              |           | Cooperazione dei margravi di Baden con gli Staufer 18 ottobre 2014 - Normann Huck |          |
| 29     | 2015 | Abbazia di Denkendorf Baden-Württemberg (D)    |           | Il re Corrado III e l'imperatore Federico I Barbarossa presero il monastero sotto la loro protezione 25 aprile 2015 - Helga Dausinger-Illg e Friedrich Dausinger                                                                     |          |
| 30     | 2015 | Bamberga Baviera (D)                           |           | Tomba del re Corrado III nella cattedrale, assassinio del re Filippo di Svevia nella Vecchia Corte 13 giugno 2015 - Elfriede e Hartmut Hübler                                                                                        |          |
| 31     | 2015 | Königstein im Taunus Assia (D)                 |           | Cuno I di Münzenberg, un ciambellano imperiale della dinastia Hohenstaufen, era il proprietario del castello di Königstein 13 settembre 2015 - Jutta Kempf-Mack e Roland Mack                                                        |          |
| 32     | 2016 | Esslingen am Neckar Baden-Württemberg (D)      |           | Il successivo imperatore Federico II donò la chiesa parrocchiale di Esslingen al capitolo della cattedrale di Spira nel 1213 4 giugno 2016 - Stiftung Esslinger Kulturpreis                                                          |          |
| 33     | 2017 | Güglingen Baden-Württemberg (D)                |           | Menzionata per la prima volta nel 1188 in un trattato tra l'imperatore Federico I Barbarossa e il re Alfonso VIII di Castiglia 1 aprile 2017 - Luise Layher                                                                          |          |
| 34     | 2017 | Ettlingen Baden-Württemberg (D)                |           | Città fondata dalla dinastia Hohenstaufen attorno al 1220 30 aprile 2017 - Cittadini di Ettlingen |          |
| 35     | 2018 | Nijmegen Paesi Bassi                           |           | L'imperatore Enrico VI nacque nel 1165 nel palazzo di Nimega 28 aprile 2018 - Maria e Willem van Agtmael |          |
| 36     | 2018 | Spira Renania-Palatinato (D)                   |           | Luogo di sepoltura dell'imperatrice Beatrice di Borgogna, della figlioletta di questa e Federico Barbarossa Agnese e del re Filippo di Svevia, oltre che luogo di 60 Hoftag della dinastia Hohenstaufen 2 giugno 2018 - Luise Layher |          |
| 37     | 2018 | Siracusa Sicilia (IT)                          |           | Forte costruito dall'imperatore Federico II 21 luglio 2018 - Susanne Bošnjaković-Büscher |          |
| 38     | 2018 | Reutlingen Baden-Württemberg (D)               |           | La città vinse con successo all'assedio della fazione anti-Staufer, sostenitori dell'anti-re Enrico Raspe nel 1247 21 settembre 2018 - Detlef e Lothar Guhl                                                                          |          |

## Critiche
L'obiettivo autoimposto dal Komitees der Stauferfreunde era quello di erigere tali monumenti nei siti Staufer più importanti d'Europa. Di fatto, però, il settanta per cento delle Stauferstele si trova nel Baden-Württemberg e nelle immediate vicinanze in Baviera (al giugno 2018), e spesso in luoghi che furono piuttosto insignificanti per la storia degli Staufer. Nel resto della Germania e dell'Italia, invece, le due principali aree di influenza degli Hohenstaufen, mancano ancora quasi tutti i siti significativi. Anche la Spagna non è inclusa (a giugno 2018), così come la Turchia e il Medio Oriente con potenziali siti di tre crociate sotto la guida dei re e imperatori Staufer.
Le Stauferstele erette dal 2011 non sono più riconoscibili all'osservatore come normali monumenti individuali, ma come Stauferstele appartenenti a una rete transnazionale. In risposta alle critiche, a partire dalla Stauferstele a Güglingen è stato esplicitamente dichiarato sul piedistallo che si tratta di una Stauferstele, e si dichiara anche quante sono.
Un altro punto di critica sono quaranta inesattezze in parte innocue, ma anche in parte gravi e dichiarazioni fuorvianti sulle iscrizioni di ventitré stele. Questi sono documentati dall'organizzazione stessa in una lista di errata.
La Stauferstele di Baden-Baden è già stata vittima di vandalismo diverse volte, forse a causa di una posizione non favorevole.